# Descubrimiento de Chile

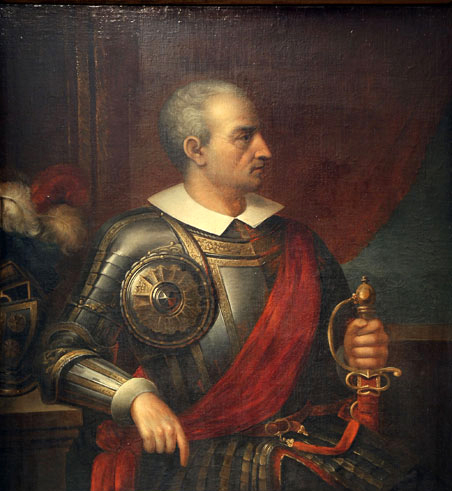
El conquistador español Diego de Almagro es usualmente acreditado como el «descubridor de Chile»

El Descubrimiento de Chile es el período histórico que se inició con la llegada de los españoles al actual territorio chileno —específicamente las expediciones de Fernando de Magallanes en 1520 y la de Diego de Almagro en 1536— y que concluyó con el arribo de Pedro de Valdivia en 1541, quien inició el período de la Conquista.
Existe controversia respecto al empleo del término «descubrimiento» para aludir a la llegada de la expedición de Diego de Almagro puesto que, desde el punto de vista de la humanidad, el territorio chileno ya estaba poblado y había sido descubierto por los primeros seres humanos que llegaron al continente hace aproximadamente 16 000 años.

## Expedición de Fernando de Magallanes

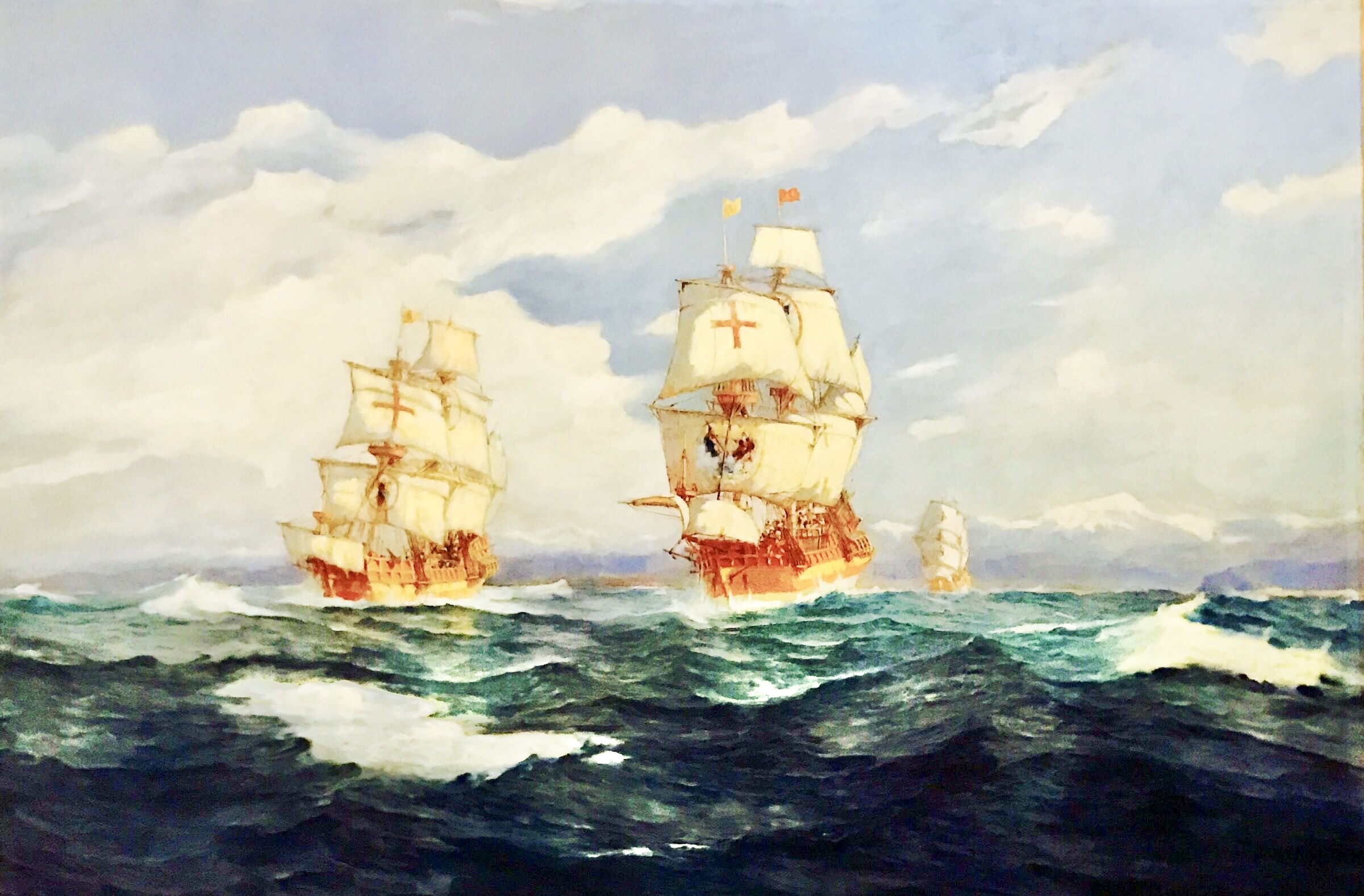
Descubrimiento del estrecho de Magallanes, óleo de Álvaro Casanova Zenteno.

En su intento por llegar a las Indias, Fernando de Magallanes  arribó en las costas de la Patagonia y de la Tierra del Fuego, y también navegó las aguas del estrecho que luego recibiría su nombre: Magallanes.
En el invierno de 1520, los hombres bajo el mando de Magallanes tomaron contacto con los tehuelches, que llamaron la atención de los españoles por su elevada estatura, su vestimenta de piel de guanaco y su apariencia desgreñada. Fueron considerados como gigantes y bautizados como patagones, supuestamente a causa de las enormes huellas que dejaban sus pies forrados en pieles de guanaco. La región que habitaban fue nombrada Patagonia.
Mientras algunas naves de la expedición exploraban el brazo de mar que se abría hacia el sur, Magallanes avanzó hacia el noroeste y tomó posesión de la tierra en nombre del rey de España, en el puerto de las Sardinas, conocido hoy como Bahía Fortescue, donde el 11 de noviembre fue celebrada la primera misa en el actual territorio chileno por el fray Pedro de Valderrama, quien iba a bordo de la tripulación. A su salida del estrecho, el océano no presentaba tempestades tan frecuentes, por lo que Magallanes rebautizó el Mar del Sur de Balboa como «océano Pacífico».
Magallanes y sus hombres fueron los primeros europeos en llegar a lo que actualmente es Chile y fue el que «abrió» las rutas marítimas entre los océanos Atlántico y Pacífico.

## Otras expediciones
Las informaciones proporcionadas por Juan Sebastián Elcano sobre el estrecho de Magallanes movieron al rey Carlos V a organizar una nueva flotilla, ahora al mando de Fray García Jofré de Loaysa. La escuadra partió de La Coruña el 24 de julio de 1525, y Jofré entró en el estrecho de Magallanes el 8 de abril de 1526. Una de sus embarcaciones, la San Lesmes, llegó hasta el grado 55 arrastrada por un temporal, y al regreso comunicó su llegada «hasta el acabamiento de tierras», anunciando de este modo el descubrimiento del Cabo de Hornos, en esta expedición se produce el primer naufragio registrado en Chile la nao Santic Espíritus de Sebastian Elcano, naufraga a algunas millas al oeste de la actual punta Dungeness.
Alcazaba partió del puerto de Sanlúcar de Barrameda el 21 de septiembre de 1534 al mando de una expedición de 250 hombres en dos naves, la que él mismo comandaba, Madre de Dios, y la San Pedro, que llevaba como capitán a Rodrigo Martínez.
A principios de 1535 alcanzan el estrecho de Magallanes y lo navegan la idea de cruzar al Pacífico, pero la situación climática en la boca oeste se los impide. La expedición retorna hacia el norte bordeando la costa del Atlántico, y el 9 de marzo de 1535 Alcazaba funda en la Caleta Hornos, de la Bahía Gil, 29 kilómetros al sur de la actual localidad de Camarones, en la provincia del Chubut, el «Puerto de los Leones». Alcazaba muere tras la furia de sus soldados el cansancio, el hambre y el enojo de haber caminado muchos kilómetros y no haber encontrado nada. Simón fue asesinado un día de 1535.

## Expedición de Diego de Almagro

### La preparación
Almagro inició los preparativos de su expedición a Chile con buenos auspicios. Le llegaron noticias de los incas de que la región al sur del Cuzco estaba poblada de oro, por lo que juntó fácilmente 5 españoles para la expedición, muchos de los cuales no lo habían acompañado al Perú. Iban también en la expedición unos 10 esclavos negros y unos 11 peruanos yanaconas para el transporte de las armas, ropas y víveres.
Las noticias que les llegaban de Chile eran absolutamente falsas, pues los incas planeaban una rebelión contra sus dominadores y deseaban que aquel grupo tan numeroso de españoles se alejara de Perú, sabiendo que al sur solo encontrarían indígenas hostiles. Para convencerlos, Almagro le pidió al Inca (rey del imperio) que les preparara el camino junto a tres soldados españoles, el Inca les entregó el más alto jefe religioso del imperio llamado Manco, el Villac-Umu, también a su propio hermano llamado Pablo Inga, y su propia compañía.
Encomendó a Juan de Saavedra que se adelantase con una columna de 30 soldados para que, a la distancia de unas 10 leguas, fundase un pueblo y lo esperase con los alimentos e indios de relevo que pudiera reunir en aquellas comarcas.

### Por el Camino del inca

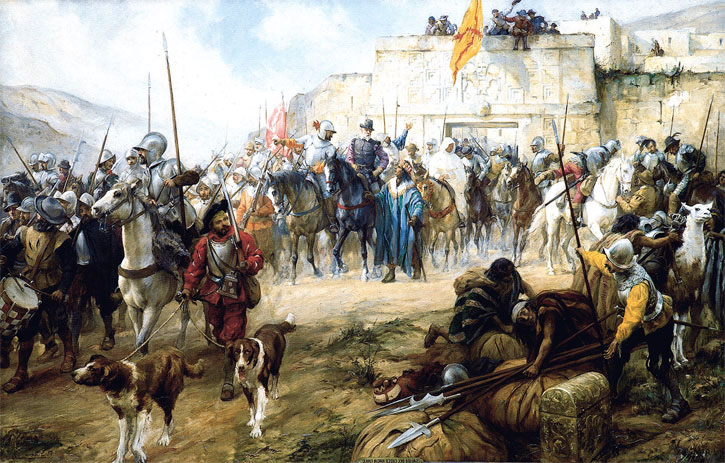
Expedición de Almagro a Chile, pintura de Fray Pedro Subercaseaux.

Almagro salió del Cuzco el 3 de julio de 1535 con 50 hombres y se detuvo en Moina hasta el 20 de ese mes, detenido por el inesperado arresto del Inca Manco Cápac II (jefe religioso del imperio) por Juan Pizarro, acción que le dio problemas.
Dejada atrás Moina, Almagro se encaminó por el Camino del inca, con los 50 hombres de que consistía su columna. Recorrieron el área occidental del lago Titicaca, cruzaron el río Desaguadero y se encontró con Saavedra en un poblado llamado Paria, en que logró reunir a 50 españoles más, que pertenecían al grupo del capitán Gabriel de Rojas, y que decidieron abandonar a su jefe y dirigirse a Chile, se reunió un total de 150 hombres. Permanecieron cerca del lago Aullagas todo agosto, en espera del derretimiento de las nieves de la cordillera de los Andes.
Pasado este contratiempo, se dirigieron a Tupiza, donde se encontraron con Pablo Inga y el Villac-Umu, que tenían recolectado oro de los tributos de la región, y con los tres españoles que los acompañaron. Estos tres españoles mientras esperaban a Almagro se habían dedicado al pillaje y asaltaron una caravana que supuestamente provenía de Chile con oro, el cual le fue mostrado a Almagro. Esto renovó los bríos de los expedicionarios haciéndoles olvidar los padecimientos de la marcha. Aquí Almagro realizó una nueva pausa de dos meses en la expedición, esperando que llegasen las tropas. Sin embargo le inquietó una nueva noticia; había arribado a Perú el obispo de Panamá, fray Tomás de Berlanga, que llevaba poderes para dirimir el conflicto de límites entre los conquistadores. Los amigos de Almagro le solicitaron que volviese para defender mejor su causa, pero el adelantado quería ir por la riqueza chilena, por lo que siguió adelante. Otro contratiempo se presentó cuando el Villac-Umu se escapó de la expedición con todos los porteadores y volvió al norte. Pero Almagro y sus hombres siguieron adelante, ya que aún contaban con Pablo Inga. Los españoles tuvieron que tomar porteadores a la fuerza para poder transportar los avituallamientos, esto causó más de un conflicto con los naturales. Incluso hasta el mismo Almagro estuvo a punto de perecer a manos de un indígena que lanzó una flecha y erró dándole al caballo, que cayó encima de Almagro y le causó serias heridas.
Con más dificultades, incluyendo la pérdida de bagaje en manos indígenas, los españoles llegaron finalmente al norte de Salta, en la antigua Chicoana —población ubicada en los valles Calchaquíes y que no coincide con la actual Chicoana en el valle de Lerma—, el último paso antes de atravesar los Andes. Ya los deshielos habían comenzado y encontraron crecido al río Guachipas, que hubo de ser atravesado a pie todo un día con la pérdida de llamas, y la deserción de los porteadores quienes aprovecharon la coyuntura para huir.

### El cruce de los Andes
Los españoles más algunos yanaconas comenzaron a transmontar las primeras alturas de la cordillera de los Andes.
En su avance por la cordillera, los expedicionarios sufrieron muchas penalidades, ya que caminaban agotados por el frío, el congelamiento de sus manos y pies, y por la dificultad de un suelo lleno de guijarros pequeños, de bordes afilados, que les destruían las suelas de los zapatos y las herraduras a los caballos. El gélido clima de la cordillera mató a gran parte de los indios yanaconas que empezaron a dejar en la ruta como un sendero de muerte, pues no tenían la ropa adecuada y andaban a pie desnudo, y a varios los españoles, cuando se quitaban las botas, se les caían los congelados dedos de los pies.
La tradición dice que fue por el hoy llamado Paso de San Francisco por donde Almagro realizó su triste travesía.
Las penurias aumentaron al internarse por ese paisaje helado, inhóspito y silencioso, llegando incluso a detener el avance por falta de ánimos. El conquistador, preocupado por la suerte de sus hombres, encabezó junto a otros veinte jinetes un grupo de avanzada, que atravesó la cordillera y después de cabalgar tres días enteros, llegaron al valle de Copiapó (en ese entonces Copayapu), recogiendo los víveres que le suministraron los indígenas que envió de inmediato para socorro de sus hombres.

### Reconocimiento del territorio

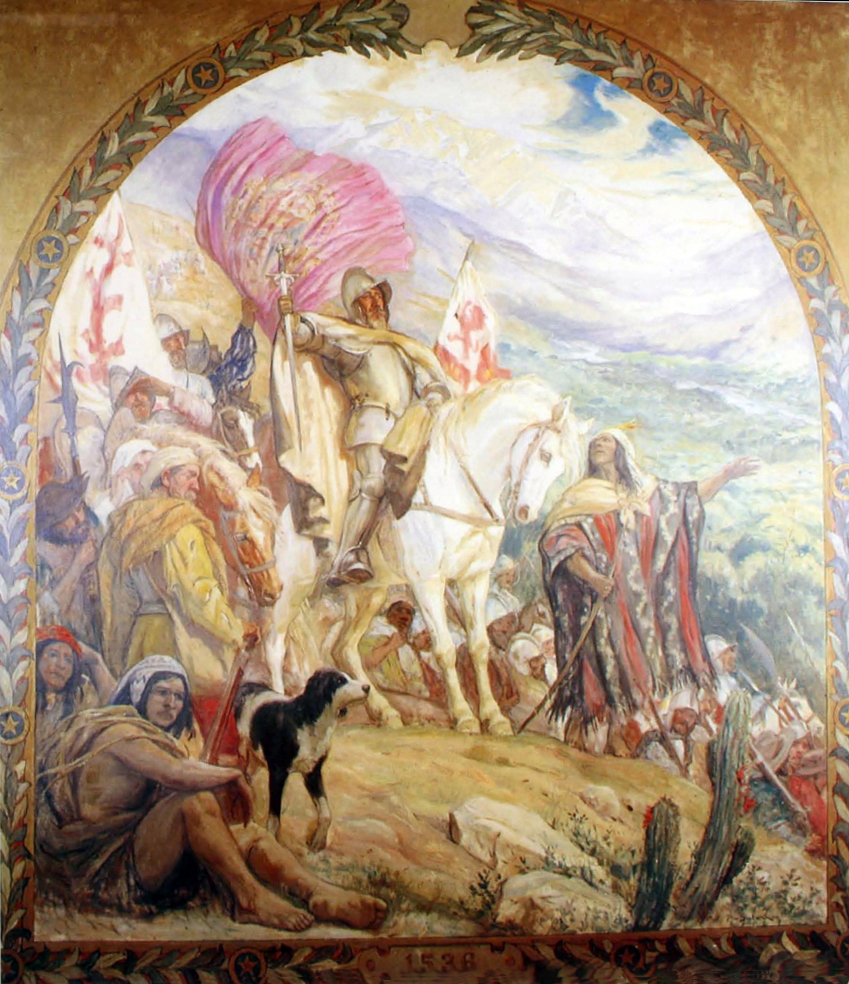
Almagro llega al valle de Copiapó, Región de Atacama

Por fin el resto de la columna llegó a Copayapu (Valle del Copiapó) con 240 españoles, 1500 yanaconas, 150 negros y 112 caballos, entre los negros venía una mujer leal a Almagro llamada Malgarida. Cayeron 10 españoles, 170 caballos y cientos de indios auxiliares.
Después de la natural recuperación de energías, se dio la orden de reiniciar la marcha hacia el valle de Copiapó, sin embargo, le desertaron una multitud de yanaconas que dejaron prácticamente sin sirvientes a los españoles. Almagro endureció la mano e hizo quemar a varios indios culpables de haber matado españoles.
Estos indios habían asesinado a los tres soldados enviados en vanguardia que habían llegado a Chile. Para su escarmiento, Almagro decidió darles un cruel castigo, reuniendo a todos los caciques importantes de la región, enrostrándoles su crimen y condenándoles a morir en la hoguera.
Durante la realización de su castigo le llegaron noticias de los caciques de la región del Aconcagua, que deseaban realizar amistad con los blancos, esto era gracias a un par de españoles renegados de Pizarro que estaban en la región desde antes.
Se trataba de Gonzalo Calvo de Barrientos y Anton Cerrada, quienes en realidad fueron los primeros españoles en pisar territorio de la zona norte de Chile. Gonzalo Calvo de Barrientos había sido afrentado por Pizarro haciéndole cortar las orejas y para no exhibir su deshonra se internó hacia el sur del valle de Zama, internándose posteriormente hacia el sur. Sería el más leal colaborador de Almagro.
Durante su marcha a esa región, el Adelantado tuvo noticias de un barco, el San Pedro que había recalado en la región, (Los Vilos) dirigido por Ruy Díaz y que venía lleno de ropas, armas y víveres para la expedición.
Al llegar al río Conchalí, en Los Vilos se encontró con el otro español ya mencionado llamado Antón Cerrada quien ya había influenciado a los aborígenes a dar una bienvenida pacífica a la columna de Almagro.
Al llegar al valle del Aconcagua los españoles fueron bien recibidos por los naturales, por los consejos que les entregó Gonzalo Calvo, español radicado hace años en Chile.
Sin embargo, los mismos naturales fueron mal influenciados por el indio Felipillo, intérprete de los conquistadores, de las malas intenciones de estos y su recomendación de atacarlos o huir de ellos.
Los naturales le hicieron caso, no se atrevieron a atacarlos y escaparon durante la noche, realizando igual intento el indio Felipillo y varios yanaconas, tomando el camino del norte, pero este último intento no fructificó. Felipillo fue atrapado y descuartizado con caballos frente al curaca de la región como escarmiento.
El territorio que el Adelantado esperaba encontrar lleno de riquezas no cumplía ni sus más mínimas expectativas, esto le causó una gran desilusión, por lo que decidió enviar una columna de 70 jinetes y 20 infantes dirigida por Gómez de Alvarado para que explorase el sur del territorio.
Cuando la columna llegó al río Itata, tuvo lugar en Reynogüelén el primer enfrentamiento entre los españoles y los mapuches, en la que la superioridad de las armas y la sorpresa por los caballos permitió una fácil victoria española frente a indios muy guerreros y que se asustaron al ver el hombre montado a caballo como un solo ser. Esto no sería más que una mera escaramuza en la futura y larga Guerra de Arauco que iniciaría Pedro de Valdivia. Almagro al tener estas noticias, sopesó la situación y decidió no proseguir hacia el sur.
Sin oro y con tan belicosos naturales, Almagro sólo pensó en regresar al Perú. Entre la alternativa de volver a atravesar la cordillera, o dirigirse por el desierto, se decidió por la segunda opción. En un acto de reconocimiento al sacrificio hecho por sus hombres en la expedición, y que no fueron recompensados con el ilusorio oro de esta región, decidió perdonar las deudas que sus soldados habían contraído con él, destruyendo todas las escrituras que los comprometían.
El camino por el desierto de Atacama fue tan horroroso como la travesía por la cordillera, días quemantes y noches heladas, la hostilidad de los indígenas, sin contar con la escasez de agua y alimento, pero de cualquier forma se le consideró mejor que la travesía por los Andes.
Salieron en grupos pequeños de no más de 10 hombres haciendo jornadas de 20 km cada día. Durante el día se refugiaban bajo la sombra de los tamarugos, en la pampa del Tamarugal, y caminaban de noche.
Para ponerse a cubierto de una sorpresa ya que el Perú ardía en una rebelión general contra Pizarro, Francisco Noguerol de Ulloa se hizo a la mar y desembarcó en el caserío como protección adelantada de los expedicionarios permaneciendo 18 días y luego regresando por tierra a Arequipa en febrero de 1537 con la pérdida consignada de un hombre, Francisco de Valdés que murió ahogado en un río.
Tal fue el estado físico en que llegó Almagro y sus seguidores que desde entonces se les llamó los «rotos de Chile» a quienes vinieran de esas tierras.
Solo se atrevería a ir a conquistarlo Pedro de Valdivia, cuatro años más tarde.